# Ковила різнолиста
Ковила́ різноли́ста (Stipa heterophylla) — рідкісна багаторічна рослина родини тонконогових. Вузький ендемік Криму, занесений до Червоної книги України. Протиерозійна та перспективна декоративна рослина.

## Опис
Трав'яниста рослина заввишки до 80 см, дернинний злак, гемікриптофіт. Стебла з дрібним та густим запушенням під вузлами. Стеблові листки 6,5-16,5 см завдовжки та 3,2 мм завширшки, при переході до піхов мають помітне кільце волосків. Неплідні гони за довжиною дорівнюють стеблу; пластинки листків знизу голі та гладенькі, зверху дрібнощетинисті; язички яйцеподібно-ланцетні; піхви густо запушені дрібними волосками.
Суцвіття — волоть з 5-8 колосками; її вісь 8-12,5 см завдовжки, запушена щетинкоподібними волосками, на нижньому вузлі з пензликом волосків до 3 мм завдовжки. Колоскові луски до 7-8 см завдовжки. Нижня квіткова луска 16-20,5 мм завдовжки, крайові смужки волосків доходять до основи остюка, де переходять у короткий однобічний вінець. Середня смужка є найдовшою, але не доходить до середини луски. Остюк у нижній закрученій частині голий, трохи шершавий, у верхній — пірчастий; гола частина остюка при цілком стиглих плодах каштанова.

## Екологія та поширення
Рослина світлолюбна, спеко- та посухостійка. Зростає у передгірських та кам'янистих, сухих дернинно-злакових степах, де за сприятливих умов перетворюється на панівний вид. Порівняно з іншими видами цього роду ковила різнолиста більш стійка до поїдання худобою, але при надмірному випасанні пригнічується і щезає з травостою.
Ковила різнолиста знайдена на території Кримського півострова у гірському масиві Кара-Даг, біля населених пунктів Нижні Кози, Щебетовка, Коктебель, Залісся та на околицях міста Сімферополь.

## Значення і статус виду
Подібно до інших дернинних злаків, цей вид розглядають як ґрунтотвірний, протиерозійний. Ковила різнолиста також є перспективною декоративною рослиною.
Вид охороняється у Карадазькому природному заповіднику. Фактори, що впливають на зменшення популяцій, пов'язані зі зміною ценозів — це заліснення схилів, оранка та роботи, які порушують поверхню ґрунту. Для збереження популяцій слід дотримуватися помірного або низького рівня випасання та запобігати зміні ландшафтів.

## Систематика
Систематичне положення цього виду до кінця не уточнене — у європейській ботанічній науці він вважається карадазьким підвидом ковили найкрасивішої (Stipa pulcherrima K.Koch var. karadagensis Tzvelev).